# Kättlarböletjärnen
Kättlarböletjärnen är en sjö i Krokoms kommun i Jämtland och ingår i Indalsälvens huvudavrinningsområde. Sjön har en area på 0,0868 kvadratkilometer och ligger 370,9 meter över havet. Sjön avvattnas av vattendraget Myrdalsbäcken.

## Delavrinningsområde
Kättlarböletjärnen ingår i det delavrinningsområde (704425-139515) som SMHI kallar för Mynnar i Getsjön. Medelhöjden är 444 meter över havet och ytan är 30,78 kvadratkilometer. Det finns inga avrinningsområden uppströms utan avrinningsområdet är högsta punkten. Myrdalsbäcken som avvattnar avrinningsområdet har biflödesordning 3, vilket innebär att vattnet flödar genom totalt 3 vattendrag innan det når havet efter 315 kilometer. Avrinningsområdet består mestadels av skog (84 procent). Avrinningsområdet har 0,15 kvadratkilometer vattenytor vilket ger det en sjöprocent på 0,5 procent.